# KGモビリティの車種一覧
KGモビリティの車種一覧では、大韓民国の自動車メーカー、KGモビリティ（旧: 雙龍自動車）により販売される車種、及び過去に販売された車種について記述する。

## 現行車種
SUV
- チボリ/チボラン（中国市場）/LUVi（デンマーク市場）/マイクロチボリ（スリランカ市場）
- チボリ・エア/チボリ・XLV
- コランド/コランド EV（旧名：コランドE-モーション）
- トーレス/トーレス EVX
- アクティオン
- レクストン

ピックアップトラック
- ムッソスポーツ/ムッソ カーン/ムッソ（海外市場名）
- ムッソ EV

## 旧来車種
乗用車
- カリスタ
- チェアマン

SUV
- カイロン
- ムッソー
- コランドファミリー
- コランドC

ミニバン
- ロディウス
- コランドツーリスモ

ピックアップトラック
- ムッソースポーツ
- アクティオンスポーツ
- コランドスポーツ

トラック
- 東亜・日産ディーゼルトラック
- DAトラック
- SYトラック

バン
- イスタナ

バス
- 東亜・MCI高速バス
- 雙龍・エアロバス
- 雙龍・SB85/SB88トランスター